# Бивио ди Скопито (Л'Аквила)
Бивио ди Скопито (итал. Bivio di Scoppito) је насеље у Италији у округу Л'Аквила, региону Абруцо.
Према процени из 2011. у насељу је живело 111 становника. Насеље се налази на надморској висини од 675 м.